# Suga Yoshihide
Suga Yoshihide (Nhật: 菅 義偉 (Gian Nghĩa-Vĩ) sinh ngày 6 tháng 12 năm 1948) là một chính trị gia người Nhật Bản và là cựu Thủ tướng Nhật Bản. Ông là vị thủ tướng mới đầu tiên dưới Thời kỳ Lệnh Hòa. Trước đây ông từng giữ chức vụ Chánh Văn phòng Nội các từ năm 2012 đến năm 2020 trong nội các Abe lần 2, nội các Abe lần 3 và nội các Abe lần 4 và là người giữ chức vụ này lâu nhất. Đồng thời, ông cũng từng nắm giữ chức vụ Bộ trưởng Nội vụ và Truyền thông trong nội các Abe lần 1 từ năm 2006–2007. Ông được người dân Nhật Bản gọi thân mật là "ông chú Lệnh Hòa" (令和おじさん Reiwa oji-san) nhờ hình ảnh giơ hai chữ "Lệnh Hòa" (令和) tại buổi công bố niên hiệu mới của Nhật Bản.

## Tiểu sử
Suga Yoshihide là con trai đầu trong một gia đình nông dân trồng dâu tây tại Ogachi (nay là Yuzawa) một vùng nông thôn thuộc tỉnh Akita, và chuyển đến Tokyo sau khi tốt nghiệp trường trung học Yuzawa. Ông đã lấy bằng cử nhân chính trị học tại Khoa Luật - Chính trị, Đại học Hosei ở Tokyo năm 1973. Suga chọn Hosei vì đây là ngôi trường có học phí rẻ nhất. Để đủ tiền trả học phí, ông đã đi làm thêm các công việc bảo vệ, đưa báo, bán hàng ở cửa hàng cà ri. Trong thời gian học đại học, ông còn tham gia câu lạc bộ karatedo của trường và đã được thăng đai đen tam đẳng. Tốt nghiệp đại học, ông có làm ở một công ty xây dựng một thời gian.

## Sự nghiệp chính trị

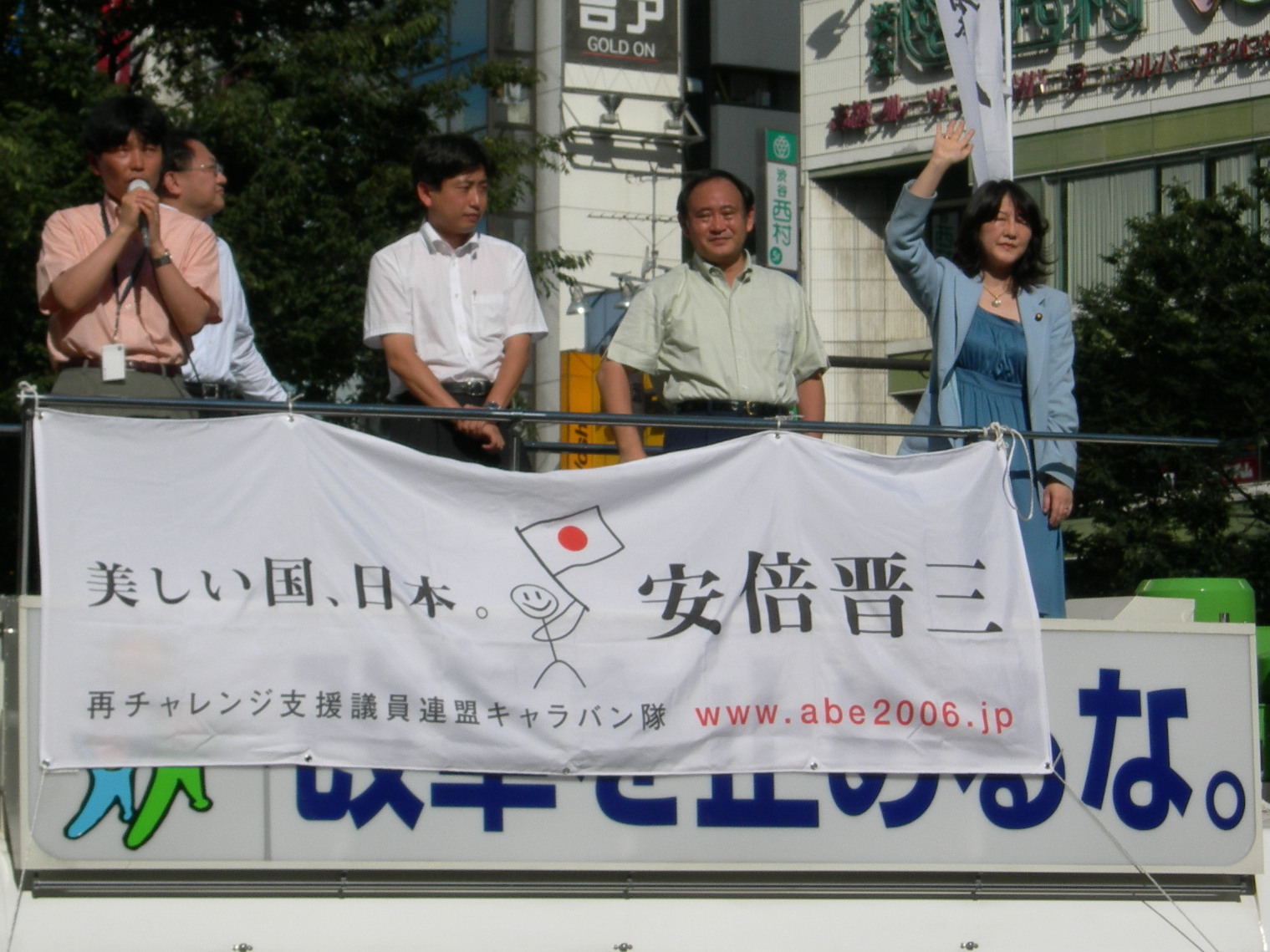
Suga với Yamamoto Ichita và Katayama Satsuki (ngày 19 tháng 9 năm 2006)

Sau khi tốt nghiệp đại học, Suga làm việc trong chiến dịch bầu cử Hạ viện (thượng viện). Ông từng làm thư ký cho thành viên Quốc hội Okonogi Hikosaburō trong mười một năm, sau đó làm thư ký cho Bộ trưởng Thương mại và Công nghiệp Quốc tế năm 1984 và sau đó là thành viên của hội đồng thành phố Yokohama. Suga từ chức vào tháng 10 năm 1986 để theo đuổi sự nghiệp chính trị của riêng mình. Ông được bầu vào Hội đồng thành phố Yokohama vào tháng 4 năm 1987, đi bộ vận động từng nhà, đến 30.000 ngôi nhà và mang qua sáu đôi giày. 
Suga được bầu vào Quốc hội Nhật Bản năm 1996. Ban đầu là thành viên của phe cánh Obuchi, ông rời khỏi phe này sau khi từ chối ủng hộ Obuchi trong cuộc bầu cử năm 1998. Ông cũng từ chối tham gia vào đề nghị tín nhiệm chống lại Mori Yoshirō vào năm 2000 và mối quan hệ tốt hơn với cả Trung Quốc và Triều Tiên với tư cách là nhà lãnh đạo.
Từng kết thân với tổ chức vận động hành lang theo phái xét lại Nippon Kaigi, Suga đã thành lập một nhóm để xem xét lại "bối cảnh" của Tuyên bố Kono năm 1993.. Ông được bổ nhiệm làm Thứ trưởng Cấp cao về Nội vụ và Truyền thông vào tháng 11 năm 2005 dưới thời Thủ tướng Koizumi Junichiro.

### Bộ trưởng Nội vụ và Truyền thông
Ông được thăng chức Bộ trưởng Nội vụ và Truyền thông và Bộ trưởng Tư nhân hóa Dịch vụ Bưu điện trong nội các đầu tiên của Abe Shinzo vào tháng 9 năm 2006, và bổ sung vào danh sách Bộ trưởng Bộ Ngoại giao Cải cách Phi tập trung vào tháng 12 năm 2006. Ông được thay thế bởi Masuda Hiroya trong một cuộc cải tổ nội các của Abe vào tháng 8 năm 2007.
Phong cách vận động tranh cử "ở góc phố" của ông đã được ghi nhận là đã giữ được ghế của ông trong cuộc tổng tuyển cử năm 2009, khi nhiều nhà lập pháp LDP khác mất ghế trong bối cảnh gia tăng ủng hộ Đảng Dân chủ Nhật Bản. 
Tháng 10 năm 2011, ông được bổ nhiệm làm Chủ tịch Ban Tổ chức Đảng và Bộ Chỉ huy Chiến dịch LDP. Vào tháng 9 năm 2012, ông được bổ nhiệm làm Quyền Tổng Thư ký Điều hành của LDP.

### Chánh Văn phòng Nội các

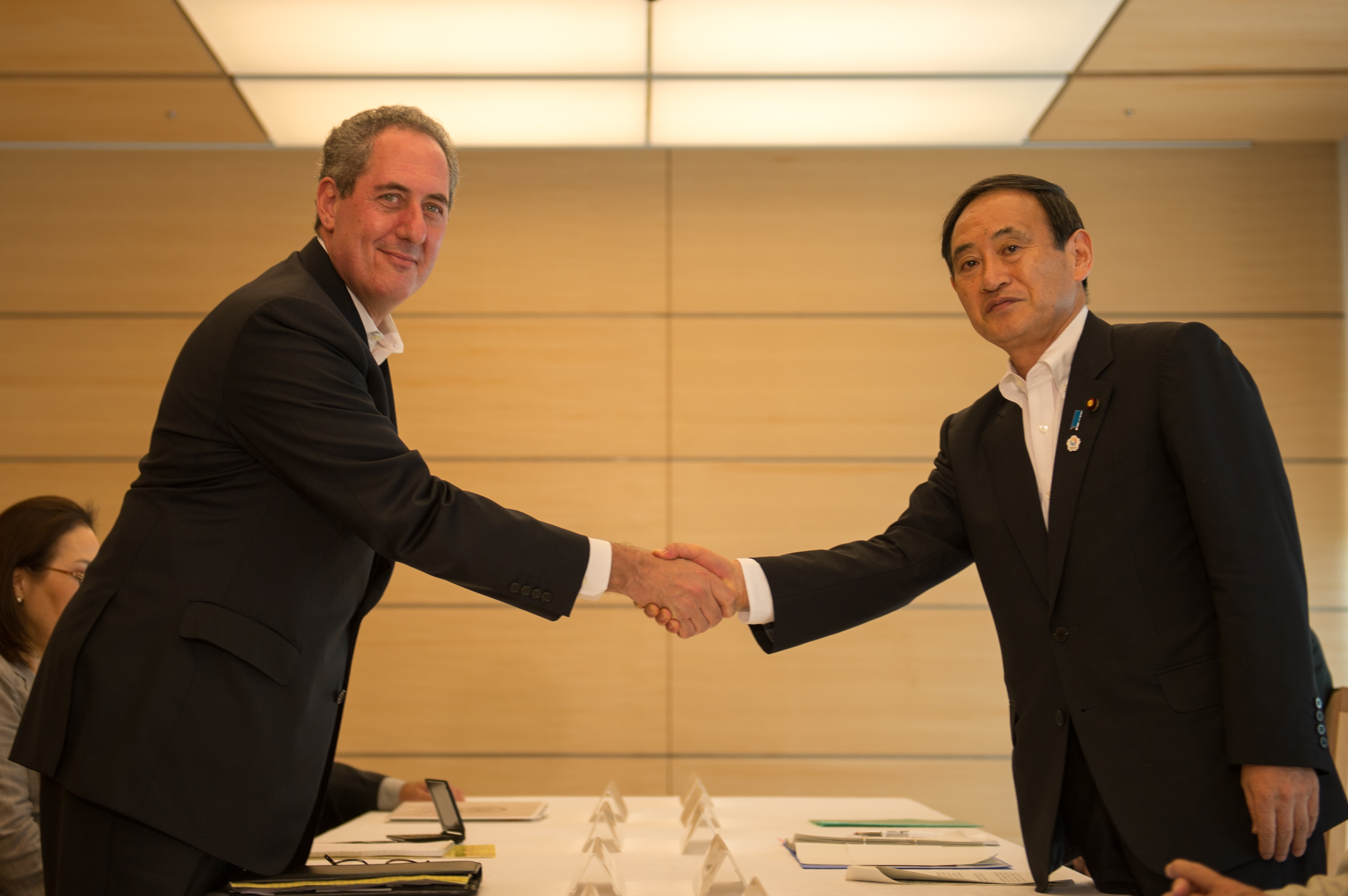
Suga (phải) và Đại diện Thương mại Hoa Kỳ Michael Froman năm 2013

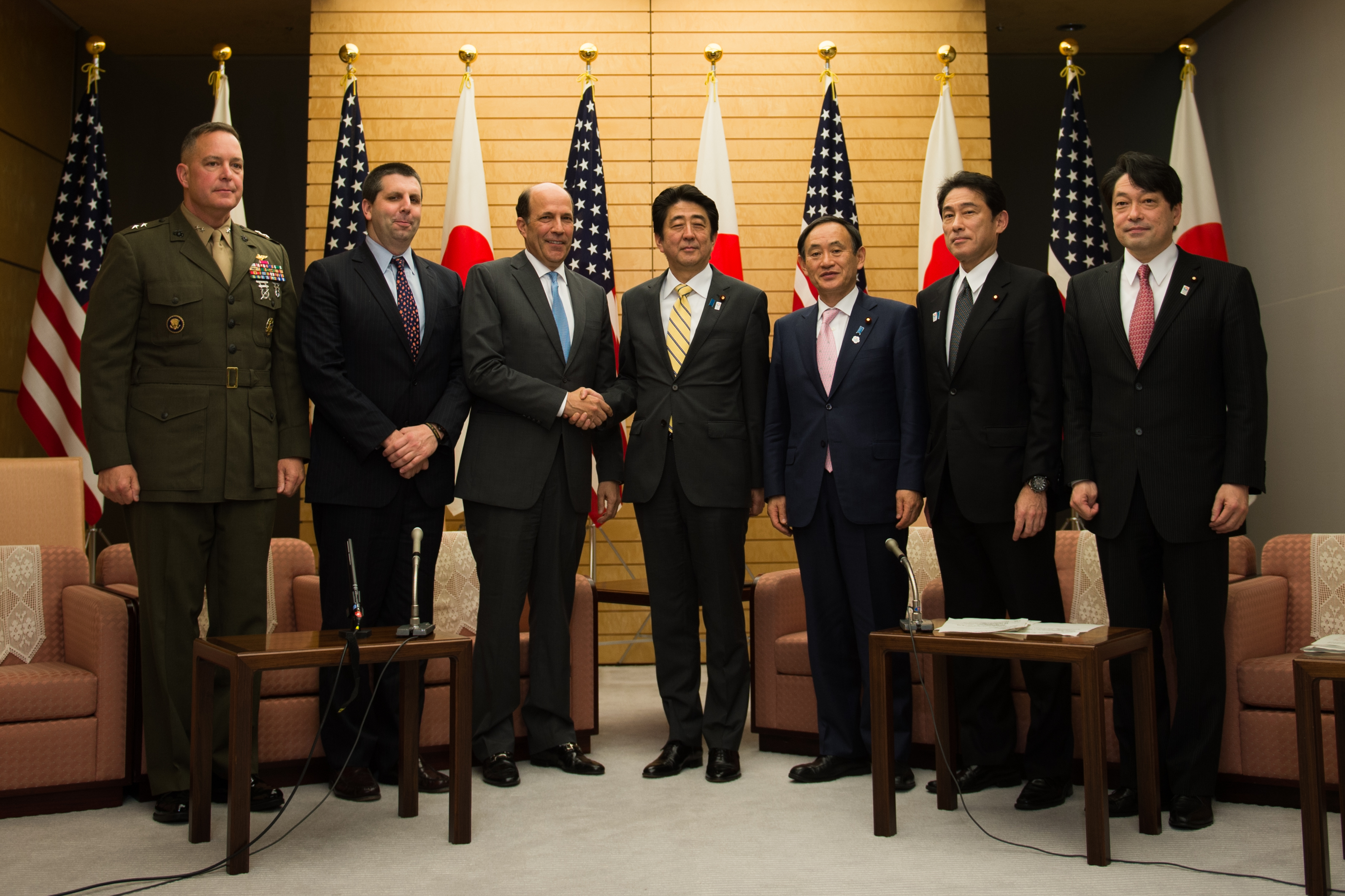
Suga
(thứ ba từ phải sang) tại cuộc họp về kế hoạch hợp nhất Okinawa năm 2013

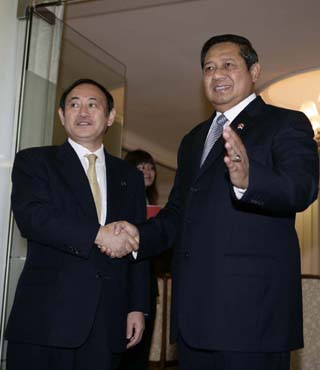
Suga và Tổng thống Indonesia Susilo Bambang Yudhoyono

Năm 2012, sau khi ông Abe Shinzō chiến thắng trong cuộc tổng tuyển cử vào năm 2012, Suga được Abe bổ nhiệm giữ chức Chánh Văn phòng Nội các trong Nội các Abe lần 2 vào tháng 12 năm 2012. Vào tháng 9 năm 2014, ông được trao danh sách bổ sung người phụ trách Giảm nhẹ gánh nặng của các căn cứ ở Okinawa. Suga và Asō Tarō là hai thành viên duy nhất của nội các Abe lần 2 trong tháng 12 năm 2012 vẫn ở trong nội các Abe lần 4 tính đến tháng 11 năm 2019. 
Suga cho đến nay là Chánh văn phòng Nội các tại vị lâu nhất trong lịch sử Nhật Bản, ông đã phục vụ tổng cộng 2.820 ngày; Chánh văn phòng Nội các phục vụ lâu thứ hai, Fukuda Yasuo, đã phục vụ tổng cộng 1.289 ngày, chỉ phục vụ bằng nửa nhiệm kỳ so với Suga.

#### Đóng góp
Suga vẫn thân thiết với Abe Shinzo trong suốt cuối những năm 2000 và đầu những năm 2010, và thúc giục Abe tranh cử chức chủ tịch LDP vào năm 2012. Không giống như nhiều đồng minh khác của Abe, Suga thúc đẩy Abe tập trung vào kinh tế hơn là Abe lâu nay. tham vọng sửa đổi Điều 9 của Hiến pháp, trong đó cấm Nhật Bản sử dụng quân đội như một phương tiện giải quyết các tranh chấp quốc tế. 
Với tư cách là Chánh văn phòng Nội các, Suga từng là phụ tá và cố vấn cho Abe, đồng thời là người đóng vai trò tích cực trong chính phủ. Ông đóng vai trò quan trọng trong các sáng kiến của chính phủ nhằm thu hút khách du lịch và lao động nước ngoài và giảm phí tiền điện thoại di động. Ông liên kết với tổ chức dân tộc chủ nghĩa công khai Nippon Kaigi. Dưới thời Abe, Suga đã vượt qua sự kháng cự của đảng để thực hiện chương trình thị thực mở rộng cánh cửa cho lao động nước ngoài không có tay nghề, một sự thay đổi so với chính sách trước đó, tập trung vào các chương trình thực tập thường hạn chế người lao động nước ngoài làm việc được trả lương thấp. Suga được Ngân hàng Nhật Bản ủng hộ các biện pháp tích cực để chống giảm phát trong nước. Ông cũng chính là người đã công bố tên gọi của niên hiệu mới - Reiwa - vào ngày 1 tháng 4 năm 2019. Ông tiếp tục giữ ghế của mình trong cuộc tổng tuyển cử năm 2014 và cuộc tổng tuyển cử năm 2017.

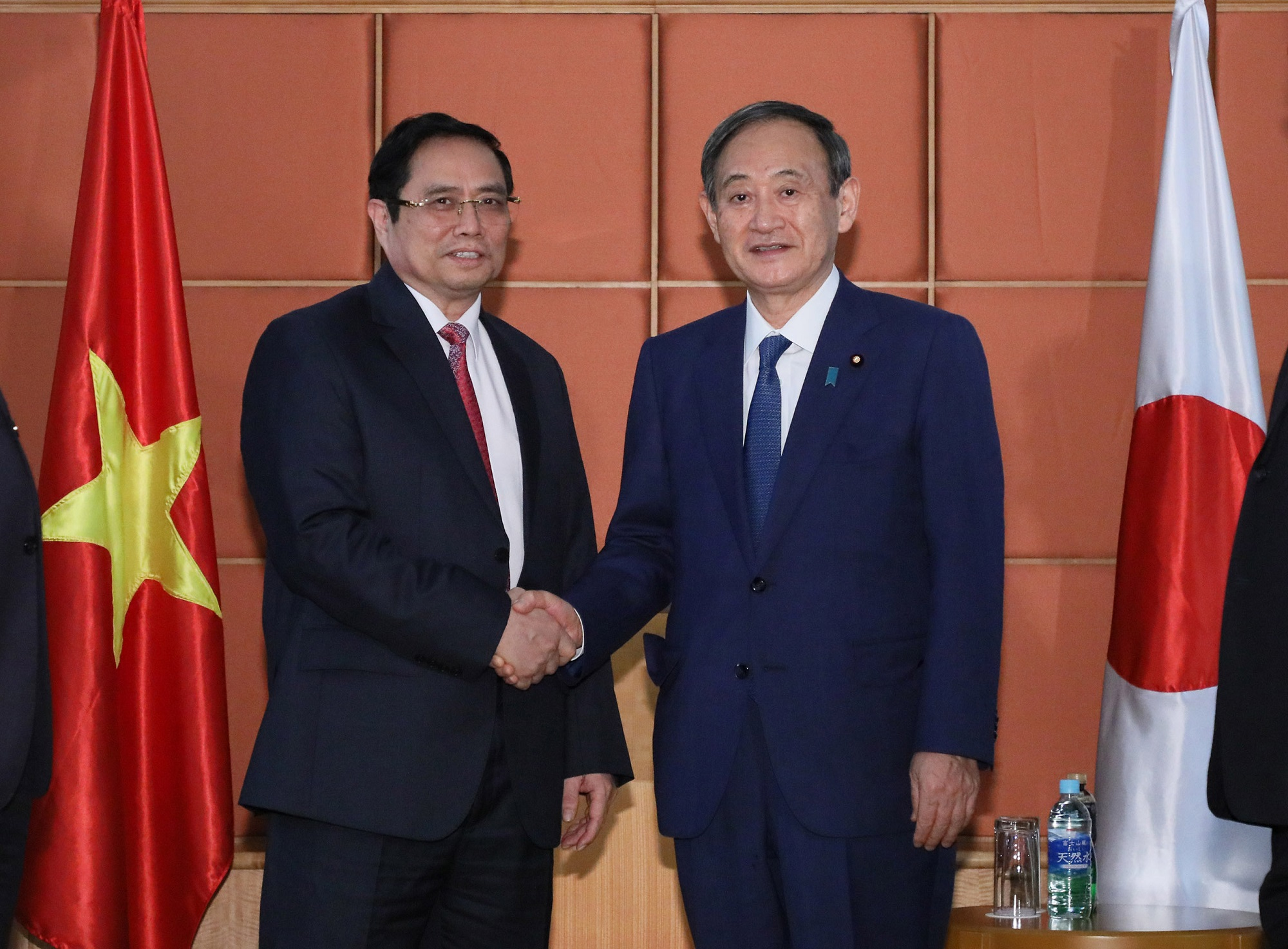
Phạm Minh Chính gặp gỡ Thủ tướng Nhật Bản Suga Yoshihide trong chuyến thăm cuối năm 2020.

Ông được cử đến Washington vào tháng 5 năm 2019 để gặp Phó Tổng thống Hoa Kỳ Mike Pence và các quan chức cấp cao khác, làm dấy lên suy đoán rằng ông đang chuẩn bị để trở thành người kế nhiệm Abe. Suga phải đối mặt với sự giám sát vào cuối năm đó các bộ trưởng Nội các Kawai Katsuyuki và Sugawara Isshu từ chức, cả hai đều từng là cộng sự thân cận của Suga và bị buộc tội vi phạm tài chính trong chiến dịch. Suga cũng tiếp tục hoạt động chính trị trong thời gian này, phối hợp hỗ trợ ứng cử viên LDP trong cuộc bầu cử thống đốc Hokkaido năm 2019, một vai trò thường dành cho các quan chức hàng đầu của LDP. Suga từng là cấp phó chủ chốt của Abe trong thời gian đối phó với đại dịch COVID-19 vào năm 2020. Ông chỉ trích cấu trúc bộ máy hành chính Nhật Bản, với sự chia rẽ sâu sắc giữa các bộ, khiến sự phối hợp ngừng trệ để ngăn chặn sự lây lan của virus. Sau khi Suga nhậm chức Thủ tướng, ông được thay thế bởi Bộ trưởng Y tế, Lao động và Phúc lợi Katō Katsunobu.

#### Tranh cử chức chủ tịch LDP năm 2020
Sau tuyên bố từ chức của Abe Shinzo vào tháng 8 năm 2020, Suga trở thành ứng cử viên hàng đầu thay thế ông Abe trong cuộc bầu cử lãnh đạo sắp tới, nhờ được sự ủng hộ của Phó Thủ tướng Aso Taro, Tổng thư ký đảng LDP Nikai Toshihiro (hai người quyền lực nhất trong LDP, sau Abe) vào ngày 2 tháng 9 ông đã chính thức tuyên bố ra ứng cử. Các đối thủ cạnh tranh của Suga trong cuộc đua lãnh đạo LDP bao gồm đối thủ lâu năm của Abe là cựu Tổng thư ký LDP Ishiba Shigeru và cựu Bộ trưởng Bộ Ngoại giao Nhật Bản Kishida Fumio. Ngày 14 tháng 9 năm 2020, Suga Yoshihide giành chiến thắng áp đảo với 377 phiếu chiếm 70,47% trong cuộc bầu cử chủ tịch đảng LDP để giữ chức Chủ tịch Đảng Dân chủ Tự do. Vào ngày 16 tháng 9 năm 2020 do đảng LDP hiện đang chiếm đa số trong Quốc hội Nhật Bản, ông Suga chính thức nhậm chức Thủ tướng Nhật Bản, kết thúc 7 năm 8 tháng lãnh đạo của ông Abe, và cũng là vị thủ tướng mới đầu tiên dưới thời kỳ Lệnh Hòa.

### Thủ tướng Nhật Bản

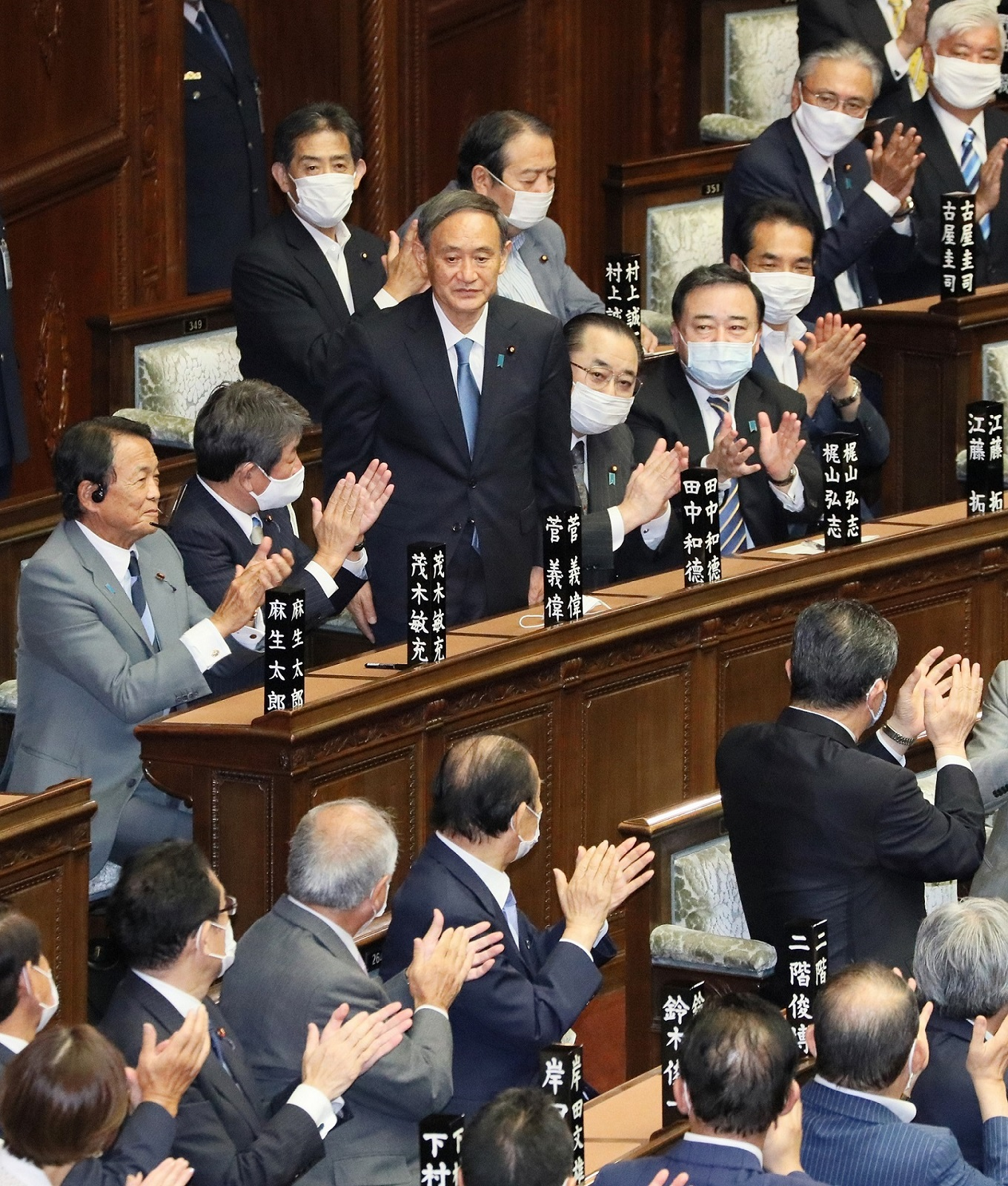
Tân thủ tướng Suga Yoshihide ra mắt trước Chúng nghị viện ngày 16 tháng 9 năm 2020

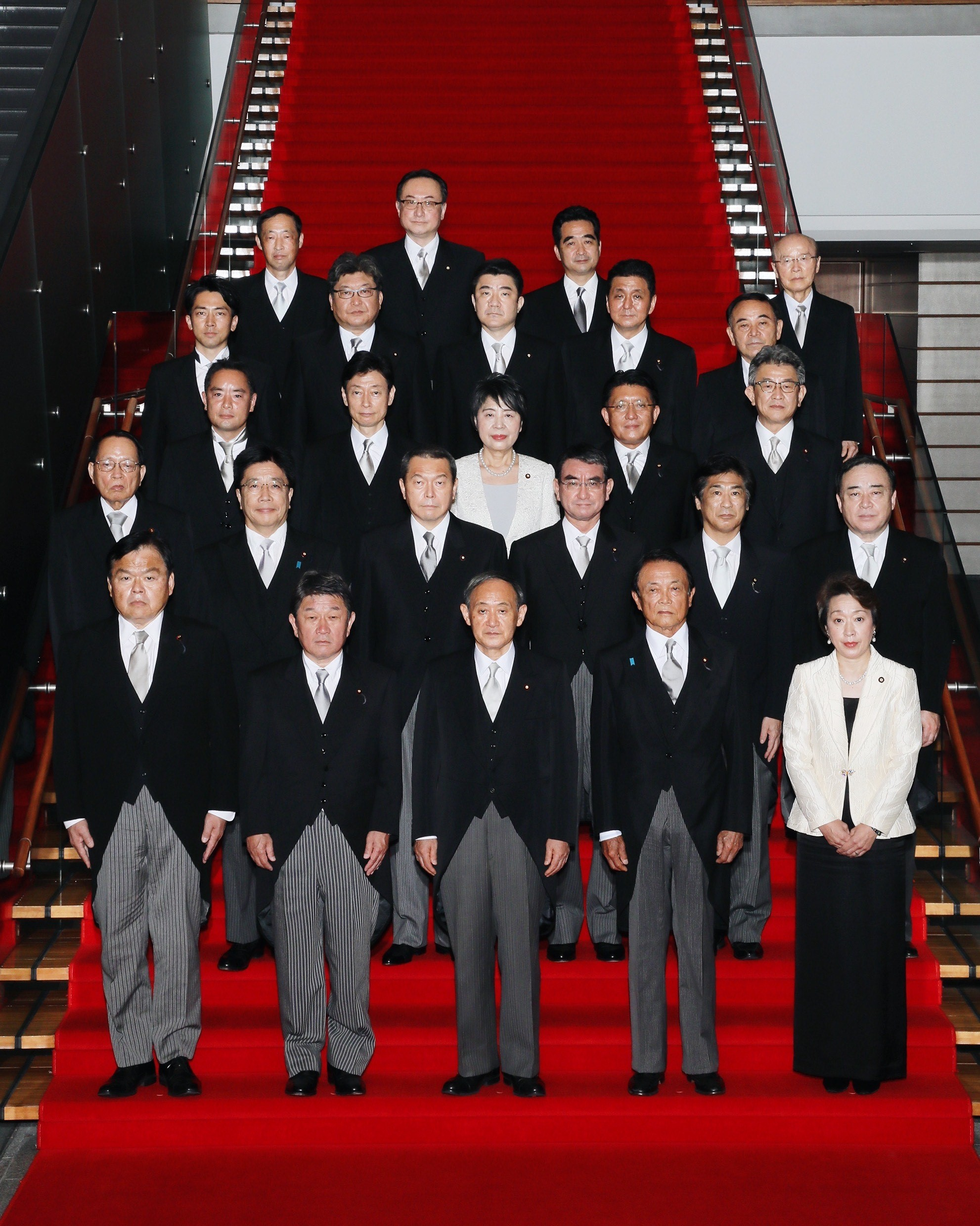
Các thành viên Nội các Suga ngày 16 tháng 9 năm 2020

Ngày 16 tháng 9 năm 2020, Suga Yoshihide tuyên thệ nhậm chức Thủ tướng Nhật Bản trước sự chứng kiến của Thiên hoàng Naruhito và Thủ tướng tiền nhiệm Abe Shinzō cùng toàn bộ thành viên nội các Suga. Một số thành viên trong nội các Suga từng phục vụ trong nội các Abe lần 4, bao gồm cả ông Asō Tarō, cựu Thủ tướng Nhật Bản, phó Thủ tướng suốt 4 nhiệm kỳ của Abe. Ông Suga cam kết rằng mục tiêu của ông sẽ là kiểm soát Đại dịch COVID-19, khôi phục nền kinh tế xuống dốc do ảnh hưởng của đại dịch, tiếp tục duy trì mối quan hệ thân thiết với Mỹ cũng như ổn định quan hệ ngoại giao với Trung Quốc, Nga, Hàn Quốc, tiếp tục đàm phán về việc Triều Tiên bắt cóc công dân Nhật Bản vào những năm 70, 80, và kế hoạch tổ chức Thế vận hội Mùa hè 2020 và Thế vận hội Người khuyết tật Mùa hè 2020, vốn bị hoãn do diễn biến phức tạp của dịch COVID-19.

#### Đối ngoại

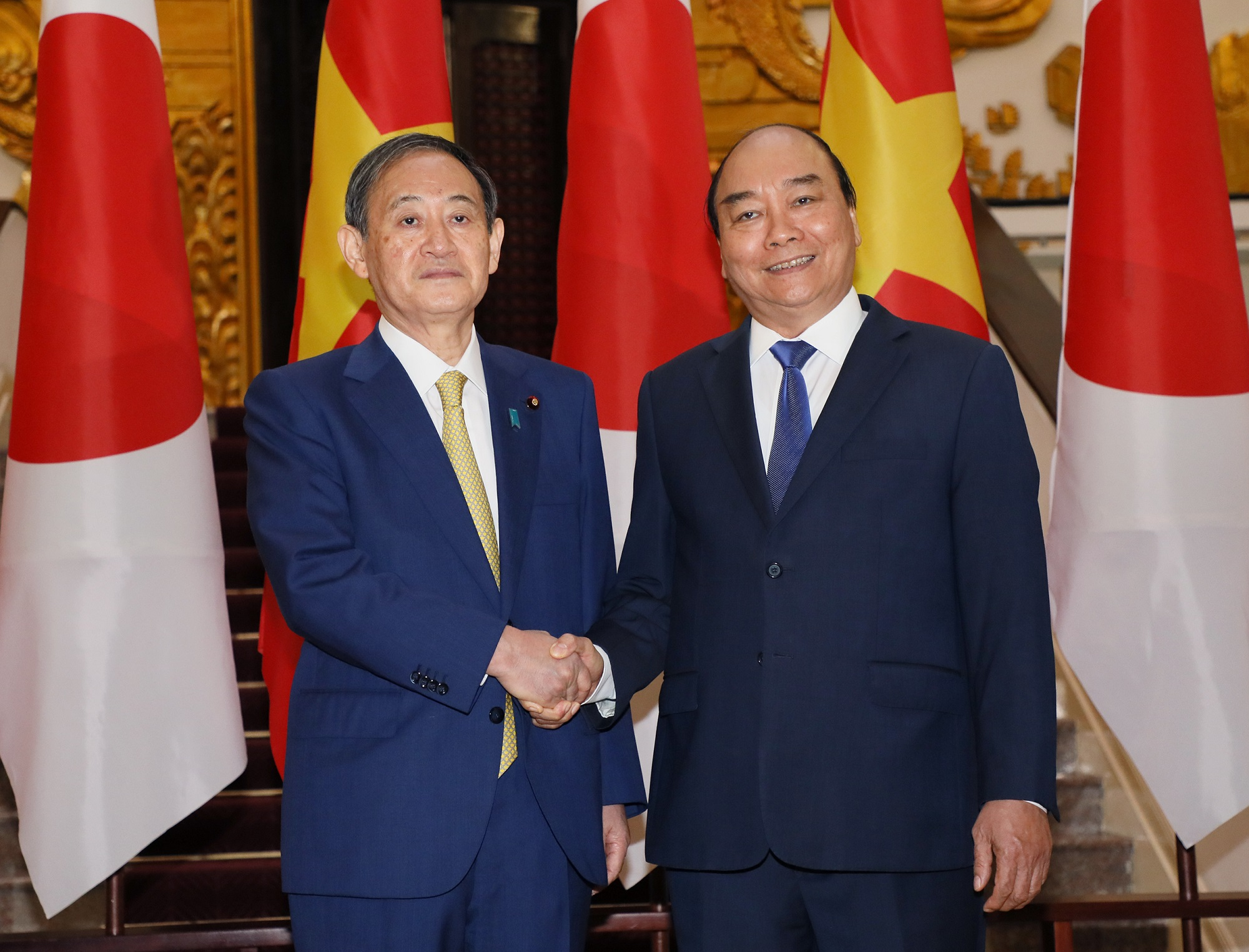
Thủ tướng Việt Nam Nguyễn Xuân Phúc (sau này là Chủ tịch nước Việt Nam) gặp Suga năm 2020 trong chuyến thăm Việt Nam của ông

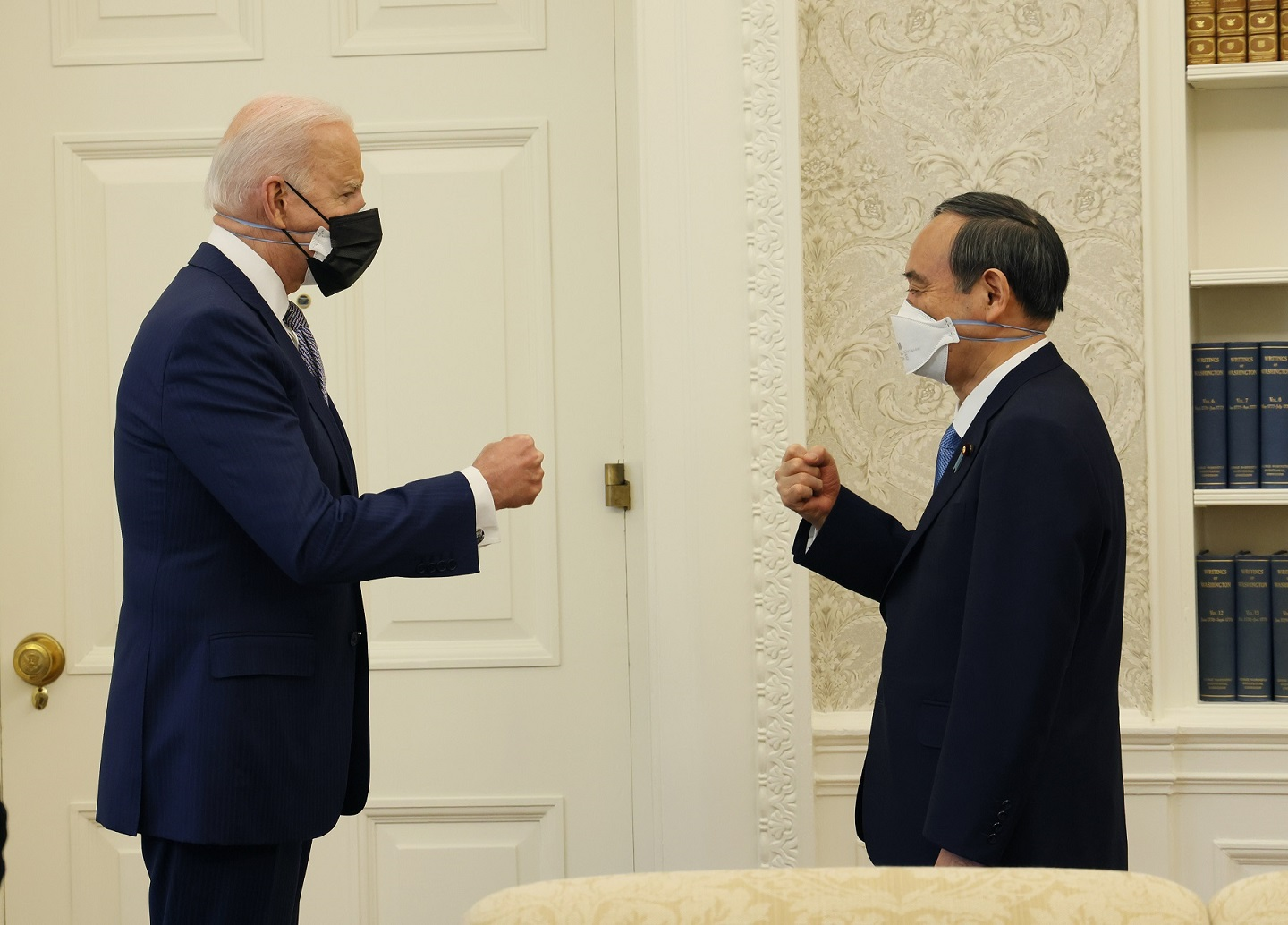
Tổng thống Hoa Kỳ Joe Biden chào đón Suga tại Nhà Trắng

Giống như người tiền nhiệm Abe Shinzō, ông chọn Việt Nam là quốc gia đầu tiên trong chuyến công du nước ngoài để thể hiện thông điệp của Nhật Bản. Ông đến Việt Nam cùng phu nhân và đoàn quan chức vào ngày 18/10 và có cuộc hội đàm với Thủ tướng Nguyễn Xuân Phúc, chào xã giao các lãnh đạo cấp cao Việt Nam và tham gia một số hoạt động bên lề.
Sau đó, ông có chuyến thăm Indonesia từ 20/10, hội đàm với Tổng thống nước chủ nhà Joko Widodo về hợp tác kinh tế trong bối cảnh dịch COVID-19 bùng phát và tăng cường an ninh. Bên cạnh đó, hai nhà lãnh đạo cũng có thể thảo luận việc nối lại đi lại giữa hai nước - vốn đang đình trệ do COVID-19, cũng như hợp tác trong việc phát triển cơ sở hạ tầng trong đó có hệ thống đường sắt và cảng biển. Hai bên cũng quyết tâm đẩy mạnh hợp tác về quốc phòng, cụ thể, hai nước sẽ tổ chức cuộc hội đàm 2+2 giữa các ngoại trưởng và bộ trưởng Quốc phòng vào một ngày sắp tới. Ngoài ra, hai bên cũng thống nhất đẩy nhanh các cuộc đàm phán về chuyển giao thiết bị và công nghệ quốc phòng.

#### Chính sách kinh tế
Sau khi nhậm chức, trở thành Thủ tướng Nhật Bản, Suga Yoshihide được cho là sẽ kế thừa và tiếp tục chính sách kinh tế Abenomics của người tiền nhiệm Abe Shinzō.
Suga đã thực hiện chương trình kích thích GoTo, chương trình giảm giá mạnh cho du lịch trong nước để đối phó với hậu quả kinh tế của đại dịch.. Bằng cách kích thích nhu cầu du lịch, nó nhằm thúc đẩy nền kinh tế khu vực và giúp các khách sạn và hãng hàng không. Tuy nhiên, nó đã bị đình chỉ vào tháng 12 năm 2020 sau những chỉ trích rằng nó đã giúp lây lan vi-rút và mâu thuẫn với thông điệp của chính phủ về việc tránh đi lại không cần thiết. Điều này xảy ra sau khi Suga phủ nhận việc xem xét dừng chiến dịch để tập trung vào việc cải thiện nền kinh tế.

#### Đại dịch COVID-19
Trong bài phát biểu năm mới 2021, Suga cam kết sẽ kiểm soát COVID-19 và thúc đẩy quá trình chuẩn bị cho Thế vận hội Tokyo 2020 và Paralympic, vốn đã bị hoãn lại do đại dịch COVID-19.
Suga đã nhận nhiều lời chỉ trích vì việc xử lý đại dịch COVID-19. Việc anh ấy tham dự bữa tối bít tết đắt tiền cho 8 người, bao gồm một số người nổi tiếng và chính trị gia và anh ấy đã đến sau quyết định đình chỉ ' GoTo Travel ', đã bị công chúng không dùng nữa; tất cả những người tham dự trên 70 tuổi, một nhóm tuổi có nguy cơ dễ bị nhiễm bệnh cao đối với vi rút. Vào thời điểm đó, chính phủ đang khuyến cáo người dân tránh ăn tối theo nhóm trên 5 người.  Suga sau đó đã lên tiếng xin lỗi.
Vào tháng 1 năm 2021, Suga đã tuyên bố tình trạng khẩn cấp ở khu vực đô thị Tokyo và ba quận xung quanh, đây là tuyên bố đầu tiên của Nhật Bản kể từ tháng 4 năm 2020. Tình trạng khẩn cấp bao gồm số lượng hạn chế trong cuộc sống hàng ngày, với nhân viên được khuyến khích làm việc tại nhà và người dân được thúc giục tránh các chuyến đi chơi không cần thiết; tuy nhiên, các trường học vẫn mở. Trong khi tình trạng khẩn cấp không có sức mạnh pháp lý, Suga tuyên bố chính phủ sẽ xem xét sửa đổi luật để cho phép chính quyền địa phương phạt các doanh nghiệp không tuân thủ các yêu cầu chính thức. Suga cũng cam kết cung cấp tới 1,8 triệu yên mỗi tháng cho mỗi nhà hàng tuân thủ yêu cầu rút ngắn giờ hoạt động.

### Từ chức
Ngày 3 tháng 9 năm 2021, Hãng tin Reuters dẫn thông tin từ Hãng tin Kyodo cho biết Thủ tướng Suga sẽ từ chức sau một năm tại vị. Tạp chí Nikkei Asia cũng đưa thông tin tương tự. Các nguồn tin trong đảng cầm quyền ở Nhật Bản cho biết ông Suga sẽ không tham gia tranh cử trong cuộc đua vào ghế lãnh đạo Đảng Dân chủ tự do (LDP) cầm quyền vào tháng 9 năm nay. Người trở thành lãnh đạo Đảng Dân chủ Tự do nhìn chung chắc chắn sẽ trở thành Thủ tướng Nhật Bản do ưu thế của đảng này tại Quốc hội Nhật Bản, theo Hãng tin Bloomberg của Hoa Kỳ.
Tổng thư ký Đảng Dân chủ Tự do  Nikai Toshihiro cũng xác nhận trước báo giới rằng Thủ tướng Suga đã nói ông sẽ không tranh cử trong cuộc đua vào vị trí lãnh đạo LDP trong tháng 9 năm 2021. Cũng trong cuộc họp báo ngày 3 tháng 9 năm 2021, "Chủ tịch Đảng Dân chủ Tự do, ông Suga nói rằng ông muốn tập trung nỗ lực vào các biện pháp phòng chống dịch COVID-19 và sẽ không trong cuộc bầu cử lãnh đạo." - ông Nikai Toshihiro thông tin với giới báo chí.
"Tại cuộc họp hôm nay (3-9), Chủ tịch LDP, ông Suga nói ông muốn tập trung nỗ lực vào các biện pháp chống dịch COVID-19 và sẽ không tranh cử trong cuộc bầu cử lãnh đạo" - ông Nikai Toshihiro thông tin.
Ông Nikai Toshihiro bình luận: "Thành thật mà nói tôi ngạc nhiên (với quyết định của ông Suga). Thật sự đáng tiếc. Ông Suga đã nỗ lực hết sức, nhưng sau khi cân nhắc kỹ lưỡng, ông đã đưa ra quyết định này".
Thông báo gây sốc trên được đưa ra trong bối cảnh tỉ lệ ủng hộ dành cho nội các của ông Suga đang ở mức thấp nhất do cách xử lý đại dịch COVID-19 tại Nhật Bản.
Theo kết quả cuộc thăm dò của Hãng tin Kyodo vào tháng trước, tỉ lệ ủng hộ nội các của Thủ tướng Suga đã giảm xuống mức 31,8%, thấp nhất kể từ cuối tháng 9 năm ngoái (thời điểm ông Suga nhậm chức sau khi Abe Shinzō từ chức thủ tướng vì lý do sức khỏe).

## Đời tư
Suga đã kết hôn và có ba con trai. Vợ ông, Suga Mariko, là em gái của đồng nghiệp trong văn phòng Okonogi Hikosaburo của ông.
Suga có thói quen tập thể dục hàng ngày bao gồm 100 lần gập bụng và 40 phút đi bộ mỗi sáng, và 100 lần gập bụng vào mỗi đêm. Ông bắt đầu thói quen này sau khi bác sĩ khuyên ông giảm cân và giảm 14 kg trong vòng 4 tháng. Ông còn được biết đến là một người ham đọc sách, và được biết đến với việc đọc tất cả các tờ báo lớn hàng ngày mặc dù lịch trình bận rộn của ông.
Suga tập karate khi còn là sinh viên đại học. Ông giữ đai đen tam đẳng.
Suga được biết đến là một người hảo ngọt. Món ăn yêu thích của ông là bánh kếp. Bữa trưa của ông hầu như luôn luôn là soba. Ông là người không bao giờ hút thuốc hay uống rượu.